# نادی‌بایچ
نادی‌بایچ (به مجاری:  Nagybajcs) یک شهرداری در مجارستان است که در ناحیه دیور واقع شده‌است. نادی‌بایچ ۷٫۶۵ کیلومتر مربع مساحت و ۸۷۶ نفر جمعیت دارد.